# النبي يوشع (لبنان)
النبي يوشع هي قرية لبنانية من قرى قضاء الضنية في محافظة الشمال.
- تتبع عقاريا لبلدة المنية مركز القضاء.